# Ulugüney, Alanya
Ulugüney là một xã thuộc huyện Alanya, tỉnh Antalya, Thổ Nhĩ Kỳ.